# Délirium agité
Le délirium agité, également connu sous le nom de syndrome confusionnel agité ou syndrome de délire hyperactif avec agitation sévère, est un diagnostic, largement rejeté par la communauté médicale, caractérisé par un état potentiellement mortel d'agitation extrême et de délire,. Aux États-Unis, il est souvent diagnostiqué post-mortem chez de jeunes adultes de sexe masculin noirs qui ont été physiquement immobilisés par les forces de l'ordre au moment du décès,.
La médecine conventionnelle ne considère pas cette appellation comme un diagnostic officiel : elle n'est ni répertoriée dans le Manuel diagnostique et statistique des troubles mentaux, ni dans la Classification internationale des maladies. De plus, elle n'est reconnue par aucune instance telle que l'Organisation mondiale de la santé, l'American Psychiatric Association, l'American Medical Association ou l'American Academy of Emergency Medicine ou la National Association of Medical Examiners.
Le diagnostic de délirium agité a souvent été lié à l’utilisation du Taser. Une enquête menée par Reuters en 2017 a révélé que ce terme avait été mentionné comme facteur dans des rapports d'autopsie, des dossiers judiciaires ou d'autres sources pour au moins 276 décès liés à l’usage du Taser depuis l’an 2000. Par ailleurs, le fabricant du Taser, Axon, a publié de nombreuses études médicales promouvant à la fois ce diagnostic et son produit,,.
Des préoccupations ont été exprimées quant à l’usage, par les forces de l’ordre et les équipes médicales d’urgence, d’injections de substances sédatives, une pratique surnommée « police par aiguille », justifiée par des allégations de délirium agité. Des médicaments comme la kétamine ou le midazolam (une benzodiazépine) et l'halopéridol (un antipsychotique) sous forme d'injection intramusculaire ont parfois été utilisés pour sédater une personne à la discrétion des ambulanciers paramédicaux et parfois à la demande directe de la police. La kétamine peut entraîner un arrêt respiratoire et, dans de nombreux cas, son administration ne repose sur aucune preuve d’un besoin médical justifié,. Le terme de délirium agité est parfois utilisé de manière interchangeable avec celui de trouble aigu du comportement:1, un symptôme associé à diverses affections, souvent traité par l'administration forcée de benzodiazépines, d'antipsychotiques ou de kétamine,:152.
Une enquête réalisée en 2020 par le régulateur britannique des sciences forensiques a conclu que ce diagnostic ne devrait pas être utilisé, car il « a été employé dans certains cas où d'autres mécanismes pathologiques significatifs, tels que l'asphyxie posturale ou les traumatismes, auraient été plus pertinents ». Aux États-Unis, des neurologues affiliés à la Brookings Institution ont dénoncé ce cas comme un « détournement de la terminologie médicale, utilisé par les forces de l'ordre pour justifier la brutalité policière et rationaliser a posteriori certains décès en détention ». L'American Psychiatric Association estime que le terme « est trop vague pour décrire et transmettre de manière significative des informations sur une personne ». Le Royal College of Psychiatrists a déconseillé l'utilisation du terme de délirium agité, recommandant des descriptions non diagnostiques pour les états très agités tels que les troubles aigus du comportement.

## Histoire
Tout au long du XIXe siècle et du début du XXe siècle, le « délirium agité » était utilisé pour décrire un état d'agitation et d'émotivité lié à une surdose de drogue, à un sevrage ou à des empoisonnements, semblable à la catatonie ou à la manie de Bell, certains estimant qu'il s'agissait de la même condition.
En 1985, un article intitulé « Psychose induite par la cocaïne et mort subite chez les consommateurs récréatifs de cocaïne », rédigé par Charles Victor Wetli, médecin légiste adjoint du comté de Dade, a été publié dans le Journal of Forensic Sciences,. L'article décrit un état de « délirium agité » chez les consommateurs de cocaïne, entraînant un effondrement respiratoire et la mort, bien que les concentrations sanguines de cocaïne observées soient dix fois inférieures à celles enregistrées lors d'overdoses mortelles. Parmi les sept cas présentés dans l'article, cinq décès ont eu lieu pendant la garde à vue. En 1988, Wetli a soutenu qu'une série de dix-neuf femmes, toutes prostituées noires, étaient mortes de délire excité provoqué par une « excitation sexuelle » sous l'effet de la cocaïne. Plus tard, la police a révélé avoir identifié un tueur en série, Charles Henry Williams, comme responsable de ces décès.
Dans les années 1990, le terme « délirium agité » (en anglais : excited delirium, ExDS) a commencé à être utilisé comme diagnostic pour expliquer les décès survenus en garde à vue, en particulier lors de ou après des interventions de contention, notamment en Floride. Malgré l'utilisation croissante de ce terme par certains médecins légistes et policiers, les principales associations médicales ont refusé de reconnaître la validité de ce prétendu syndrome, et il n'a jamais été inclus dans le Manuel diagnostique et statistique des troubles mentaux (DSM). Au début des années 2000, des commentateurs médicaux ont observé que le délire excité était fréquemment utilisé de manière disproportionnée contre les Afro-Américains et ont affirmé que la police l'employait souvent pour dissimuler les décès liés à la brutalité policière pendant la garde à vue,.
En 2009, l'American College of Emergency Physicians (ACEP) est devenu la première organisation médicale à reconnaître l'utilisation du terme de délirium agité,. En 2017, des journalistes d'investigation de Reuters ont révélé que trois membres de l'ACEP ayant proposé la reconnaissance du délirium agité étaient des consultants rémunérés par Axon, le fabricant des Tasers. En 2020, l'American Psychiatric Association a exprimé son inquiétude quant à la reconnaissance par l'ACEP du délirium agité en tant que véritable syndrome, en raison de facteurs tels qu'une attribution disproportionnée aux Afro-Américains : En 2023, l'ACEP a retiré sa reconnaissance du délirium agité comme syndrome valide et a défini un nouveau syndrome, qu'elle a nommé « syndrome de délirium hyperactif »,,,,. Les principales organisations médicales ont persisté à refuser de reconnaître tant l'ancien que le nouveau syndrome, en raison du manque de rigueur et de preuves scientifiques.
En 2023, l’État de Californie est devenu le premier aux États-Unis à interdire l’utilisation du délirium agité comme cause de décès,.

## Controverse

### Association avec le racisme
En 2003, la NAACP a soutenu que le délirium agité est utilisé pour expliquer les décès des minorités plus souvent que ceux des blancs, et l'American Psychiatric Association note également que « le terme de délirium agité est appliqué de manière disproportionnée aux hommes noirs en garde à vue ». En 2007, l'Union américaine pour les libertés civiles a affirmé que ce diagnostic était utilisé pour « excuser ce qui pourrait être un usage excessif de la force et l'application inappropriée de techniques de contrôle par les agents lors d'une arrestation ».
Plusieurs universitaires ont observé que les forces de l'ordre et le personnel médical appliquaient les diagnostics de délirium agité de manière à désavantager de façon disproportionnée les Afro-Américains. De plus, certains commentateurs ont soutenu que des diagnostics erronés de délirium agité étaient employés pour dissimuler des cas de brutalité policière,.
Le délirium agité a été qualifié de fondamentalement raciste par de nombreux commentateurs médiatiques, y compris dans le podcast de Jon Ronson sur la BBC, Things Fell Apart en 2024. L'épisode intitulé « Les morts les plus mystérieuses » retrace la création initiale du terme « délire excité » par Wetli, ainsi que sa déconstruction ultérieure et son lien avec le meurtre de George Floyd,.
Avant que le terme de « délirium agité » ne soit rejeté par l'ACEP en 2023, ses facteurs de risque supposés incluaient, entre autres, « un comportement étrange entraînant des appels à la police », « l'absence de réaction à la présence des forces de l'ordre » et « une lutte persistante malgré la contention ». Il était censé conférer aux individus une « force surhumaine » et les rendre « insensibles à la douleur ». Ce diagnostic était appliqué de manière disproportionnée aux jeunes hommes noirs, avec des indications claires de préjugés raciaux.

### Influence du fabricant du Taser
Axon Enterprise, anciennement Taser International, propose des formations à la police sur la reconnaissance du délire agité, et plusieurs fervents défenseurs de ce diagnostic sont employés par Axon, avec un diagnostic souvent basé sur un test formulé par Deborah Mash, une consultante rémunérée par Axon. Un rapport de Reuters en 2017 a révélé que le délirium agité avait été mentionné comme facteur dans les rapports d'autopsie, les dossiers judiciaires ou d'autres sources pour au moins 276 décès survenus après l'utilisation du Taser depuis 2000, le diagnostic étant souvent fondé sur un test effectué par Deborah Mash. Dans un cas, moins de quatre heures après le décès d'un homme à la suite de l'utilisation d'un Taser, Axon avait fourni des modèles de communiqués de presse, des instructions pour collecter des preuves de délirium agité et conseillé d'envoyer des échantillons à Mash.
Axon a versé des milliers de dollars aux partisans du diagnostic de délirium agité, dont Charles Wetli, le premier à avoir proposé ce terme. Ces derniers ont fréquemment utilisé le « délirium agité » comme argument de défense dans les poursuites en responsabilité et pour protéger les policiers de toute responsabilité pénale concernant les décès survenus en détention.
Axon a poursuivi en justice certains médecins légistes qui avaient suggéré que les pistolets Taser pouvaient être un facteur dans les décès de personnes maîtrisées. Les chercheurs ont émis l'hypothèse que cela pourrait avoir un effet dissuasif sur les rapports rédigés par certains médecins légistes. Une enquête menée en 2011 a révélé que 14 % des médecins légistes avaient modifié un diagnostic « par crainte d'un procès intenté par l'entreprise ».
L'affaire Robert Dziekanski (en) en 2007 au Canada a attiré l'attention nationale, mettant en lumière l'usage des pistolets Taser lors des interventions policières et le diagnostic de délirium agité. Le psychologue de police Mike Webster a témoigné lors d'une enquête sur les décès liés aux Tasers en Colombie-Britannique, affirmant que la police avait été victime d'un « lavage de cerveau » par Taser International pour justifier une utilisation « ridiculement inappropriée » de l'arme électrique. Il a qualifié le délirium agité de « trouble douteux » utilisé par Taser International dans sa formation des forces de l'ordre. Dans un rapport datant de 2008, la Gendarmerie royale du Canada a soutenu que le délirium agité ne devrait pas être inclus dans le manuel opérationnel de la Gendarmerie royale du Canada sans l'approbation officielle après consultation d'un organisme consultatif sur les politiques en matière de santé mentale.

### Association avec la retenue policière
Amnesty International a rapporté que le syndrome était mentionné dans 75 des 330 décès survenus entre 2001 et 2008, après l'utilisation d'un Taser par la police sur des suspects. Une étude menée en Floride a révélé que le syndrome était invoqué comme cause de décès dans plus de la moitié des décès survenus en garde à vue, bien que de nombreux districts de l'État ne l'utilisent pas du tout.
Selon un article de la Harvard Civil Rights–Civil Liberties Law Review, plus d'un millier de personnes aux États-Unis sont mortes peu après avoir été électrocutées depuis 2000. Ces décès présentaient plusieurs points communs : « les victimes étaient souvent atteintes de troubles mentaux ou sous l'influence de drogues au moment de leur décès, elles avaient tendance à être électrocutées à plusieurs reprises par des agents lors de leur arrestation et partageaient souvent une cause de décès exceptionnellement rare, le "délirium agité" ».
Bien que ce diagnostic soit généralement établi chez des hommes sous contrôle policier, les conditions médicales sous-jacentes et les symptômes associés au syndrome sont bien plus diversifiés,[pas clair].
Les hommes représentent plus de diagnostics documentés que les femmes. Dans de tels cas, les forces de l'ordre utilisent fréquemment des Tasers ou des mesures physiques, la mort survenant généralement après que la personne a été maîtrisée par la force,,. Les détracteurs du délirium agité affirment que cet état est principalement invoqué pour expliquer les décès survenus sous la garde des forces de l'ordre et qu'il est appliqué de manière disproportionnée aux victimes noires et hispaniques,,. Une étude menée sur les décès liés à la cocaïne dans les années 1970 et 1980 en Floride a révélé que ces décès étaient plus fréquemment diagnostiqués comme un délirium agité lorsqu’il s’agissait de jeunes hommes noirs en garde à vue, tandis qu’ils étaient classés comme une « toxicité accidentelle à la cocaïne » pour les personnes blanches. Une étude de 1998 a également montré que, sur 21 cas de décès soudains attribués à un délirium agité, les décès étaient associés à des pratiques de contention utilisées pour maîtriser une agitation violente et une hyperactivité. Parmi ces cas, 18 personnes (86 %) étaient en position couchée, tandis que 3 (14 %) avaient subi une pression sur le cou. Dans tous ces cas, les patients sont morts peu de temps après être tombés soudainement dans un état de tranquillité à la suite de leur immobilisation.
Le Comité consultatif indépendant britannique sur les décès en détention (IAP) propose de renommer le syndrome en « syndrome de mort subite sous contention » afin de le rendre plus explicite. Certaines organisations de défense des droits civiques ont soutenu que les diagnostics de délirium agité servent à exonérer les forces de l'ordre de toute responsabilité dans des cas où une utilisation présumée de force excessive aurait pu contribuer au décès des individus,,.
Parmi les cas notables figure celui de Daniel Prude, qui aurait été en état de délirium agité en 2020 lorsque la police lui a placé une cagoule sur la tête et plaqué son corps nu contre le trottoir. Prude, un homme noir, a perdu connaissance avant de décéder. Le délirium agité a également été invoqué par la défense lors du procès State v. Chauvin, relatif au meurtre de George Floyd en 2020. Le procureur Steve Schleicher a réfuté l'affirmation de la défense selon laquelle Floyd avait une « force surhumaine » lors de son arrestation parce qu'il souffrait de cette maladie.

### Utilisation de la kétamine
La kétamine ou le midazolam et l'halopéridol en injection intramusculaire ont fréquemment été employés, parfois à la demande explicite de la police, pour sédater des individus présumés en état de délirium agité. La kétamine peut entraîner un arrêt respiratoire et, dans de nombreux cas, aucune preuve médicale ne justifie son administration,. Après une injection, la personne doit être transportée à l’hôpital. En 2018, un hôpital de Minneapolis a publié un rapport révélant que 57 % des individus ayant reçu une injection pour agitation nécessitaient une intubation.
Des préoccupations ont été exprimées concernant le recours croissant à l’allégation de délirium agité pour justifier l’administration de tranquillisants lors d’arrestations, ces demandes émanant souvent des forces de l’ordre plutôt que de professionnels de santé. La kétamine reste le médicament le plus fréquemment utilisé dans de tels contextes. Des cas de décès ont été rapportés après l’administration de kétamine à des détenus immobilisés. Une étude controversée sur l’utilisation de la kétamine a été suspendue en raison de préoccupations éthiques. L'étude a également été liée à Axon via Jeffrey Ho.
En 2019, Elijah McClain, un homme noir, a été interpellé par des policiers après qu’un appel au 911 ait signalé un homme marchant, agitant les bras et portant un masque de ski. Les officiers ont affirmé qu’il avait fait preuve d’une « force incroyable » lors de l’arrestation, mais ont déclaré que leurs caméras corporelles étaient tombées, laissant ainsi aucun enregistrement de ce qu’ils décrivaient comme une altercation violente. McClain, qui pesait 140 livres pour une taille de 5 pieds 6 pouces, a été menotté et étranglé à deux reprises, l’une de ces tentatives étant « réussie », ce qui signifie qu’il avait perdu connaissance. À l’arrivée des ambulanciers, une dose de kétamine suffisante pour sédater un homme de 220 livres lui a été administrée. Quelques minutes plus tard, Elijah McClain a subi un arrêt cardiaque. Dans un reportage sur l’affaire diffusé par 60 Minutes, John Dickerson a interrogé le procureur de district, qui a défendu l’utilisation de la kétamine. Le procureur a également affirmé que, puisque le délirium agité ne pouvait être écarté comme cause du décès, il serait impossible de poursuivre pour homicide, expliquant que « l’on ne peut pas engager de poursuites pour homicide sans cause de décès »,,.

## Rejet par la plupart des associations médicales
Le délirium agité n'est pas reconnu par l'Organisation mondiale de la santé, l'American Psychiatric Association, l'American Medical Association et n'est pas répertorié comme une condition médicale dans le Manuel diagnostique et statistique des troubles mentaux, ou la Classification internationale des maladies. Le Dr Michael Baden, expert en enquêtes sur les décès en détention, qualifie le délirium agité de « diagnostic de niche, conçu, malheureusement, par plusieurs de mes collègues en pathologie médico-légale spécifiquement pour les individus décédant alors qu’ils étaient maîtrisés par les forces de l’ordre ». En juin 2021, le Royal College of Psychiatrists du Royaume-Uni a publié une déclaration affirmant qu'il « ne soutient pas l'emploi de termes tels que ExDS ou AgDS (Excited delirium et Agitated delirium, respectivement), car dépourvus de toute base empirique solide », ajoutant que « l'utilisation de ces expressions constitue, en réalité, une forme de discrimination raciale ».
Une revue de la littérature scientifique menée en 2020 a examiné les cas signalés de délirium agité. Les auteurs ont souligné que la majorité des informations disponibles suggèrent que les décès associés au délirium agité résultent d’un processus physiopathologique sous-jacent non identifié. Une base de données de cas a été établie, comprenant des informations sur l’usage de la force, l’intoxication médicamenteuse, les troubles mentaux, les données démographiques et les résultats en termes de survie. L'analyse des cas a montré qu'il n'y avait aucune preuve permettant d’établir que le délirium agité soit une cause de décès en l'absence de contention. Les auteurs ont conclu que, lorsqu’un décès survient chez un individu soumis à une contention violente correspondant au profil du délire agité, l’asphyxie due à la contention doit être considérée comme la cause la plus probable du décès.

### Position de l'American College of Emergency Physicians
Avant 2009, le délirium agité n’était reconnu que par les médecins légistes, et non par les médecins en général. Cependant, en 2009, un groupe de travail de 19 membres de l'American College of Emergency Physicians (ACEP) a rédigé un livre blanc recommandant que le délirium agité soit reconnu comme un syndrome valide, que les médecins pourraient utiliser pour poser des diagnostics. Cette recommandation a été adoptée par l'ACEP plus tard la même année,.
En 2017, des journalistes d'investigation de Reuters ont révélé que trois des 19 membres du groupe de travail de 2009 étaient des consultants rémunérés par Axon, le fabricant des Tasers,. Axon impute souvent les décès liés aux pistolets paralysants au délirium agité.

En 2020, l'American Psychiatric Association a exprimé son inquiétude quant à l'adoption par l'ACEP du délirium agité comme un véritable syndrome, en raison de facteurs tels qu'une application disproportionnée aux Afro-Américains :

« Le concept de « délirium agité » a été invoqué dans plusieurs affaires pour expliquer ou justifier des blessures ou des décès d'individus en garde à vue, et le terme de délire excité est appliqué de manière disproportionnée aux hommes noirs en garde à vue. Bien que l'American College of Emergency Physicians ait explicitement reconnu le délire excité comme une condition médicale, les critères restent flous et, à ce jour, aucune étude rigoureuse n’a validé le délirium agité en tant que diagnostic médical. »

En 2021, l’ACEP a formé un nouveau groupe de travail pour réexaminer le syndrome du délire excité. Ainsi, en 2023, l'ACEP a retiré le livre blanc de 2009 qui définissait ce syndrome et a adopté un nouveau terme, le « syndrome de délirium hyperactif avec agitation sévère »,,,,. Dans un communiqué, l'ACEP a indiqué avoir « retiré son approbation de cet article [de 2009] » et a précisé que « le terme de délirium agité ne devrait plus être utilisé au sein de la communauté médicale et de santé publique, des agences chargées de l'application de la loi, ni par les membres de l'ACEP agissant en tant que témoins experts dans des litiges civils ou pénaux pertinents ».

Le rapport 2021 de l'ACEP a été critiqué par certains médecins pour ne pas avoir suffisamment pris en compte les préjugés raciaux, à l'instar du rapport de 2009 :

« Absent des rapports de 2009 et 2021, il y a une discussion substantielle sur l'application potentiellement inéquitable du diagnostic de délirium agité envers les individus noirs, et particulièrement les hommes noirs en garde à vue ou sous la prise en charge des services médicaux d'urgence... En revanche, la presse populaire a accordé de plus en plus d'attention à la question des biais et du délirium agité. Des reportages ont examiné de manière critique le concept de délire excité, y compris ses aspects raciaux, après que ce diagnostic ait été avancé par l'équipe de défense juridique et la police pour expliquer les décès de George Floyd et Elijah McClain, respectivement. »